# John Joseph Nevin
John Joseph Nevin –conocido como John Joe Nevin– (Mullingar, 7 de junio de 1989) es un deportista irlandés que compite en boxeo.
Participó en dos Juegos Olímpicos de Verano, en los años 2018 y 2012, obteniendo una medalla de plata en Londres 2012, en el peso gallo. Ganó dos medallas de bronce en el Campeonato Mundial de Boxeo Aficionado, en los años 2009 y 2011, y una medalla de oro en el Campeonato Europeo de Boxeo Aficionado de 2013.
En marzo de 2014 disputó su primera pelea como profesional. En noviembre de 2019 conquistó el título internacional de la AMB en la categoría de peso supergallo.

## Palmarés internacional
| Juegos Olímpicos   | Juegos Olímpicos      | Juegos Olímpicos  | Juegos Olímpicos |
| Año                | Lugar                 | Medalla           | Categoría        |
| ------------------ | --------------------- | ----------------- | ---------------- |
| 2012               | Londres (Reino Unido) | Medalla de plata  | 56 kg            |
| Campeonato Mundial |                       |                   |                  |
| Año                | Lugar                 | Medalla           | Categoría        |
| 2009               | Milán (Italia)        | Medalla de bronce | 54 kg            |
| 2011               | Bakú (Azerbaiyán)     | Medalla de bronce | 56 kg            |
| Campeonato Europeo |                       |                   |                  |
| Año                | Lugar                 | Medalla           | Categoría        |
| 2013               | Minsk (Bielorrusia)   | Medalla de oro    | 56 kg            |